# Disdotona
La disdotona è una speciale gondola da parata in uso nella laguna di Venezia.
Si tratta di un'imbarcazione spinta da ben diciotto rematori (in dialetto veneziano disdòto, da cui il nome), con posizione di voga alla veneta. La forma è identica a quella di una gondola, con il fasciame lasciato nel colore naturale del legno.

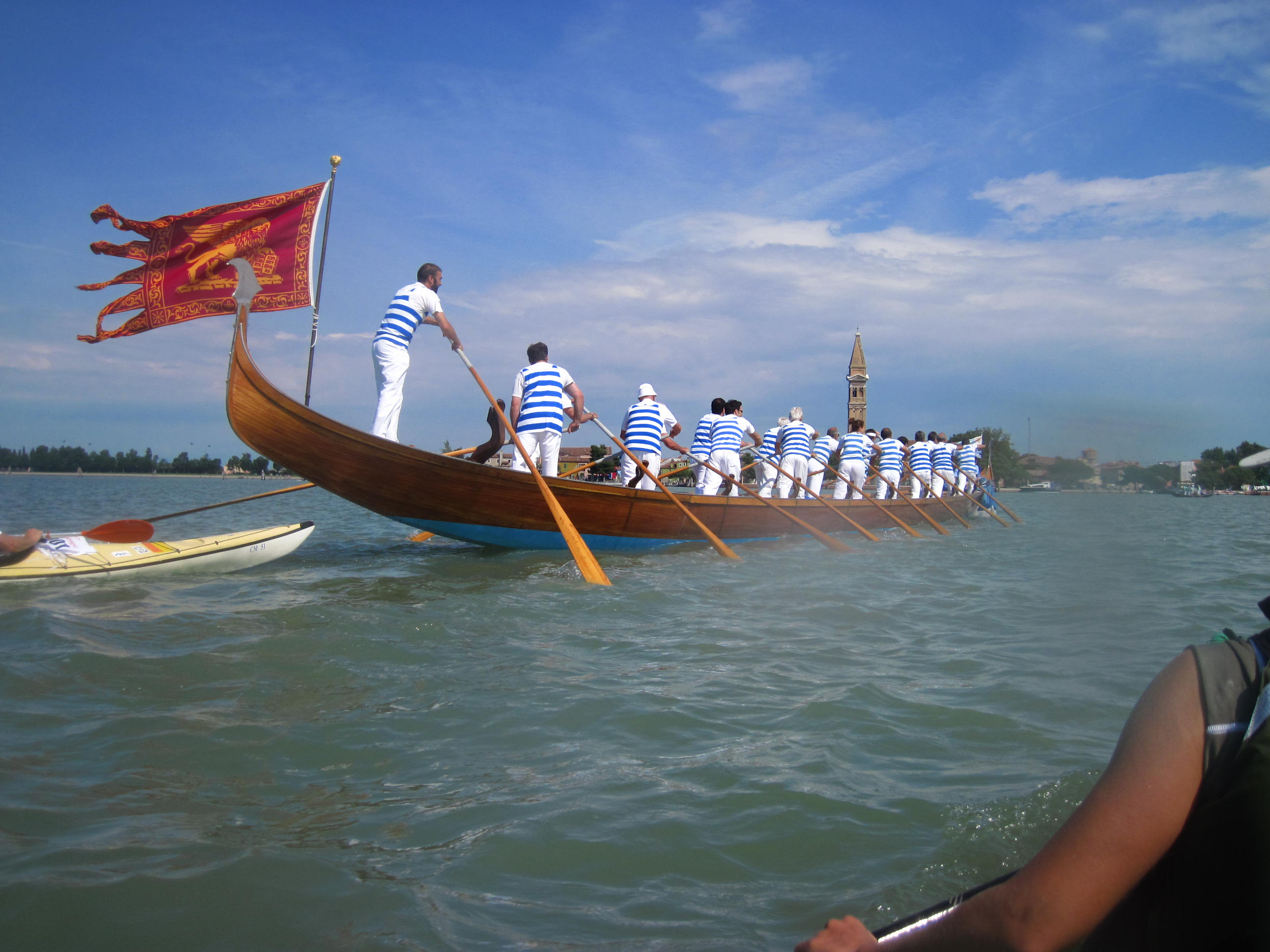
La disdotona della Canottieri Querini

L'imbarcazione è lunga complessivamente 24 metri e larga poco più di 160 centimetri.
Per via di questo ingombro importante, la sua struttura è scomponibile in tre pezzi, che possono essere smontati per le operazioni di trasporto e di ricovero.
Viene usata tipicamente come imbarcazione da parata in occasione di eventi speciali quali la Regata Storica.
Si tratta di un modello di imbarcazione relativamente recente, dato che la prima disdotona venne realizzata nel 1903 presso la Reale Società Canottieri Querini. Tale società di canottaggio ne varò altre 2. La seconda disdotona fu messa in acqua nel 1926 e la terza nel 1973.